# Gairethinx
Gairethinx var en langobardisk tingforsamling hvor konger og hertuger proklamerede nye love som blev accepteret af folket og hæren; de sidste ved at banke deres spyd mod deres skjolde. Tinget blev også brugt til at vælge konger og beslutte på emner relateret til politik og diplomati. Det var dog ikke en demokratisk institution i gængs forstand. så meget som en cermoni hvor regenterne proklamerede deres beslutning.
Etmylogisk er ordet "gairethinx" i familie med vikingerne og angelsaksernes "ting", samt med "Altinget" på Island og det danske "Folketing".
 Der er for få eller ingen kildehenvisninger i denne artikel, hvilket er et problem. Du kan hjælpe ved at angive troværdige kilder til de påstande, som fremføres i artiklen.